# Aigremoine eupatoire
Agrimonia eupatoria
Espèce
Synonymes
- Agrimonia elata Salisb. in Prodr. Stirp. Chap. Allerton: 361 (1796), nom. superfl.
- Agrimonia officinarum Lam. in Fl. Franç. 3: 477 (1779), nom. superfl.
- Agrimonia sulcata Dulac in Fl. Hautes-Pyrénées: 303 (1867), nom. superfl.
- Agrimonia vulgaris Gray in Nat. Arr. Brit. Pl. 2: 577 (1821 publ. 1822), nom. superfl.
- Eupatorium dioscoridis Bubani in Fl. Pyren. 2: 629 (1899), nom. superfl.[1]

L'Aigremoine eupatoire (Agrimonia eupatoria) est une espèce de plantes à fleurs de la famille des Rosacées, de moins de un mètre de hauteur (en Europe), portant un long épi dressé de petites fleurs jaunes, d'origine eurasiatique, commune dans toute l'Europe et s’étendant jusqu’à l’Afghanistan et au nord-ouest de l’Afrique.
Elle a connu des usages médicinaux depuis l’Antiquité, pour ses activités antioxydantes, immunomodulatrices et antimicrobiennes.

## Nomenclature
Linné a fourni la première description de l’espèce sous le nom de Agrimonia eupatoria en 1753 dans Species Plantarum 1: 448.
Linné renvoie Agrimonia eupatoria à deux noms de plantes synonymes citées par le naturaliste suisse Caspard Bauhin (1560-1624) : 1) Eupatorium veterum (five Agrimonia) 2) Eupatorium odoratum. Au XVIe – XVIIe siècles,  le naturaliste de Bâle fournit un catalogue de plus de 6 000 plantes avec une tentative de résumer les noms synonymes (désignant la même espèce) issus de Dioscoride, Pline, des herbiers médiévaux, et des botanistes de la Renaissance.
Une étape supplémentaire dans la construction d’une nomenclature cohérente est franchie par Joseph Pitton de Tournefort (1656-1708) dans Institutiones rei herbariae (1719) en fournissant pour chaque plante, une planche de dessins précis sur les différents organes de la fleur et du fruit. Il distingue les deux genres : Argemone rattaché aux pavots et le genre Agrimonia rattaché à Agrimonia eupatoria.
Au milieu du XVIIIe, Carl Linné crée la nomenclature binominale (genre + espèce) et établit les genres en s’appuyant clairement sur la morphologie florale. Il établit des genres plus petits, homogènes, définis par des critères floraux précis, permettant la discussion entre spécialistes. Il rejette les classifications par simple ressemblance ou par usage médicinal.

## Historique des variantes

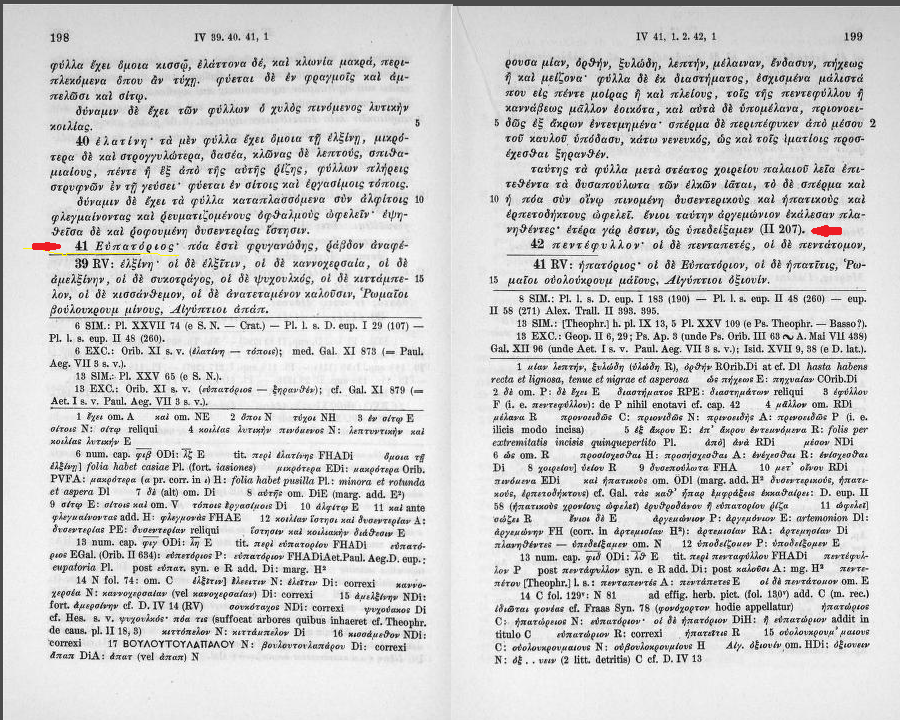
Article IV, 41, de Materia medica, (ed. Max Wellmann), Εύπατόριος - Eupatorios (Agrimonia eupatoria), où est dénoncée la confusion avec l'argémone

Avant cette époque de fondation de la botanique, les termes agrimonia et argemone ont été la source de confusions importantes.  
À l’origine, dans le grec ancien, on trouve ἀργεμώνη - argemôné qui désignait une plante utilisée pour soigner les ulcères oculaires (selon le dictionnaire Bailly.app : ἄργεμα, ατος (τὸ) – argema, « tache sur le blanc de l’œil, ulcère de l’œil »).
Au fil des siècles, les traducteurs, commentateurs et copistes (surtout médiévaux et byzantins) ont introduit des variantes orthographiques : argemone, argemonia, agrimonia, acrimonia, argemonion désignant Papaver argemone ou Agrimonia eupatoria,, et amalgamé plusieurs plantes sous le même nom, simplement parce qu’elles avaient des usages médicinaux similaires (astringence, usage oculaire, usage cicatrisant).
Dans les manuscrits grecs De materia medica de Dioscoride (cf. édition critique de référence de Max Wellmann, 3 vol., 1906), on trouve déjà une reconnaissance de la confusion, entre l’argémone principale (Papaver argemone, coquelicot argémone, Diosc. II, 177) avec l’« autre argémone » (ἄργεμώνη ἑτέρα - argemône hetera, identifiée à Εύπατόριος – Eupatorios soit plus tard Agrimonia eupatoria, Diosc. IV, 41) (voir la traduction anglaise de Lily Y. Beck à partir du texte grec de Max Wellmann).
Michel Chauvet indique que le terme grec ἄργεμώνη ἑτέρα - argemônê hetera, littéralement « autre argémone », apparaît chez les Romains sous la forme ἀργεμώνια - argemônia, notamment chez le Pseudo-Dioscoride (De materia medica 2.178). Ce terme désigne :
- ἄργεμώνη - argemōnê :  à l’origine, une plante utilisée pour soigner les affections oculaires (du grec ἄργεμα = ulcère des yeux),
- ἑτέρα - hetera : autre, différente, c’est-à-dire une plante autre que la principale argemone connue.

Cet « autre argémone » a été interprétée comme l’agrimoine eupatoire, (Agrimonia eupatoria), l’aigremoine eupatoire et non le coquelicot argémone (Papaver argemone).
Il apparait que la confusion s’est introduite au cours des traditions manuscrites médiévales, des traductions byzantines et latines, et des florilèges médicinaux qui mélangeaient les noms sans systématique stricte.
Agrimonia eupatoria tire son nom :
- non seulement de la confusion avec l’argemone (par la chaîne médiévale de variants, confuse),
- mais aussi et surtout directement du grec εὐπατόριος - eupatorios, explicitement mentionné dans Dioscoride, Livre IV, dans le titre même du chapitre 41[n 1].

Donc en réalité, dans Agrimonia eupatoria, les deux chaînes étymologiques ont cohabité, mais c’est εὐπατόριον – eupatorion qui marque l’origine précise pour Linné.
L’épithète spécifique eupatorium est dédié à Mithridate VI Eupator (de – 132 à -63), roi du Pont (sur la côte méridionale de la Mer Noire) qui a mené de longues guerres contre Rome. Il est connu pour sa connaissance des plantes médicinales et des poisons. Eupatorium vient du grec εύπάτωρ – eupatôr, « de noble naissance », dérivé de εύ – eu, « bien », πατήρ, pater, « père ».

### Noms vernaculaires
Tela Botanica cite 11 noms communs dont
- Aigremoine eupatoire
- Eupatoire des Anciens
- Thé des bois

### Sous-espèces
D’après Tropicos, il existe 3 sous-espèces
- Agrimonia eupatoria subsp. asiatica, (Juz.) Skalický, Asie
- Agrimonia eupatoria subsp. eupatoria, Europe, Afrique du Nord et de l’Ouest
- Agrimonia eupatoria subsp. grandis, Bornm.

## Description
C'est une plante herbacée vivace, rhizomateuse, de 30–60 cm de hauteur, à souche épaisse. La tige est velue, ordinairement rougeâtre, non ramifiée. La sous-espèce asiatique peut atteindre une taille double : de 35 à 120 cm de haut, avec un rhizome ±court, plutôt épais et des tiges densément hirsutes.
Les feuilles pennatiséquées, imparipennées, à 2-4 paires de folioles (les feuilles supérieures 1 ou 2 paires),  ovales-lancéolés, profondément dentés, entremêlés de segments plus petits, à face inférieure velue-blanchâtre et sans glandes. Chacune porte à leur base des stipules violacées, embrassantes, incisées-dentées.
Les fleurs sont jaunes, de 12–13 mm de diamètre, assemblées en longues grappes terminales pouvant s'élever jusqu'à un mètre du sol. Le calice fructifère obconique, fortement sillonné presque jusqu’à la base, est muni au sommet de soies toutes étalées-ascendantes. La corolle est formée de 5 pétales jaunes, obovales-elliptiques. Étamines: 11-12. Hypanthium campanulé fructifère.
Les fruits sont des akènes, marqués de sillons. Ils possèdent des poils crochus à leur sommet et se détachent facilement, ce qui facilite leur dissémination par les animaux ou les êtres humains.

### Caractéristiques
Organes reproducteurs
- Type d'inflorescence : épi simple
- Répartition des sexes : hermaphrodite
- Type de pollinisation : entomogame, autogame
- Période de floraison : juin à septembre

Graine
- Type de fruit : akène
- Mode de dissémination : épizoochore[n 3]

## Répartition, habitat
Selon POWO, l’aire de répartition naturelle de cette espèce s’étend de la Macaronésie de l’Europe à l’Afghanistan, au nord-ouest de l’Afrique. Elle est originaire d’une d’une vaste aire continue, comprenant les Açores, Madère, Iles Canarie, Cap-Vert, toute l’Europe, l’Ukraine, Biélorussie, Russie du NO, E et S européen, Sibérie occidentale, Xinjiang, une partie de l’Asie centrale (Tadjikistan, Turkménistan, Ouzbékistan), Transcaucasie, Turquie, Syrie, Irak, Iran, Afghanistan. Elle a été introduite dans plusieurs régions des États-Unis, en Assam où elle s’est naturalisée.
Habitat et répartition
- Habitat type : ourlets basophiles médioeuropéens mésohydriques, planitiaires-collinéens (Europe). Montagnes, berges des rivières (Xinqiang, Asie).

## Utilisations

### Usages médicinaux
Antiquité.
Au Ier siècle, Dioscoride indique que 
IV, 41 « Εύπατόριος - Eupatorios, Agrimonia, ses feuilles en cataplasme avec de la graisse de porc ancienne, traite les plaies qui cicatrisent mal, et les graines et la plante bues avec du vin sont bonnes contre la dysenterie, les maladies de foie, et les morsures de serpents » (Materia Medica, IV, 41).
L'encyclopédiste romain du Ier siècle, Pline (HN, XXX, 121), indique « Pour ces mêmes vitiligos, on prescrit aussi d’appliquer en liniment des mouches avec de la racine d’eupatoire, de la fiente blanche de poule conservée dans de la vieille huile à l’intérieur d’une boîte de corne, du sang de chauve-souris, du fiel de hérisson dans de l’eau, etc » (Histoire naturelle, XXX, 121). Pline rapporte des pratiques magiques sans les différencier explicitement des pratiques fondées sur l’expérience médicale – une forme de relativisme qui lui est familier. Il donne un mélange d’éléments pharmacologiques plausibles (l’eupatoire) avec des éléments qui relèvent clairement de la pensée magique (fiente de poule, sang de chauve-souris, fiel de hérisson), fondés sur des analogies symboliques plutôt que sur une observation d’efficacité réelle. A Rome, les composants animaux et les mélanges composites ont souvent une fonction symbolique ou magique : ils reposent sur l’analogie, la transgression (usage de matières répugnantes), ou l’attribution d’une force occulte.
Dans les herbiers du XVIᵉ siècle
Mattioli (1500-1577) et Leonhart Fuchs (1504-1566), fournissent des descriptions de morphologie végétale soigneuses, accompagnées de planches gravées fort utiles pour identifier la plante, ce qui marque un progrès notable dans l’analyse botanique. En revanche, ils fournissent des indications thérapeutiques moins originales, inspirées l’un comme l’autre de Dioscoride. « Ses feuilles pillées, & appliquées avec gresse de porceau, guerissent les ulcères difficiles à cicatriser. » (Les commentaires de M. Pierre Andre Matthioli, 1561). Pour la traduction de Fuchs, on a « avec du vieil oings de porc appliquée en forme de cataplasme guérissent & consolident les viscères qui viennent à mal aise » (Fuchs, Histoire générales des plantes.., Eupatoire ou Aigremoine, 1620, p.104).
Médecine moderne
Pour comprendre l’efficacité thérapeutique des substances médicinales, il fallait au préalable développer les techniques d’analyse chimique des extraits de plante. Ce fut l’œuvre d’apothicaires, comme Hieronymus Brunschwig (Liber de arte distillandi de simplicibus, 1500) qui concevait la distillation comme une technique de purification des substances végétales ou animales, permettant d'en extraire la partie pure, thérapeutiquement efficace, de la partie impure, toxique. Le XVIe siècle fut le siècle des « Livres de distillation ».  Puis au XVIIe siècle, les cours de chimie connaissent un vrai succès. En 1648, fut créée une chaire de démonstrateur de chimie au Jardin du Roi de Paris dont le premier occupant fut William Davisson. Suivit une lignée de médecins, apothicaires chimistes, jusqu’à Nicolas Lemery qui ouvrirent la voie à Antoine de Lavoisier (1770-1774), créateur de la chimie moderne.
Après le développement de la botanique et de la chimie, il restait à valider l’efficacité thérapeutique par des essais cliniques, ce qui se fit à partir de la fin du XIXe siècle.
Les extraits hydriques (infusions et décoctions) d’Agrimonia eupatoria sont utilisés dans le traitement des maladies des voies respiratoires et du système urinaire, des maladies du tube digestif et des plaies chroniques. Ses analyses phytochimiques ont permis d’identifier une variété de composés bioactifs, notamment l’herbe séchée d’aigremoine des tanins, des flavonoïdes, des acides phénoliques, des triterpénoïdes et des huiles volatiles possédant des activités antioxydantes, immunomodulatrices et antimicrobiennes.
| Substances biologiquement actives |             |                    |             |                |                  |
| tanins                            | flavonoïdes | acides phénoliques | minéraux    | triterpénoïdes | huiles volatiles |
| 2%                                | 1,2 à 1,4 % | 2,26 %             | 7,3 à 7,5 % | 0,6%           |                  |

- Partie utilisée : sommité fleurie, récoltées en pleine floraison (juillet-août).
- Composants actifs : tanins condensés, terpènes, flavonoïdes, phytostérine, eupatorine, vitamines K et P, silice (plus de 10 %)
- Propriétés : astringent, vulnéraire, anti-inflammatoire, cholagogue, antiaphonique.
- Mode d'emploi : principalement en infusion, poudre ou extrait sec.

En usage interne : traitement des diarrhées légères, en cas de digestion lente et difficile, dans l'insuffisance veineuse et les crises hémorroïdaires.
En usage externe : hygiène bucco-pharyngée (gargarismes), affections dermatologiques (antiprurigineux, collyres ophtalmologiques), effets décongestionnants sur les hémorroïdes et les problèmes circulatoires des membres inférieurs.

### Usage tinctorial
La tige était utilisée pour ses propriétés tinctoriales (teinture jaune d'assez bonne qualité).

## Langage des fleurs
Plante symbolisant la gratitude, on l'offre à une personne en reconnaissance de ses services. Elle exprime aussi la confiance et la jovialité.